# Ráksi
Ráksi là một thị trấn thuộc hạt Somogy, Hungary. Thị trấn này có diện tích 15,17 km², dân số năm 2010 là 476 người, mật độ 31 người/km².